# Zsiguljovszk
Zsiguljovszk (orosz nyelven: Жигулёвск) város Oroszország európai részén, a Szamarai területen, a Volga középső folyása mentén. „Zsiguljovszk városi körzet” székhelye, a Szamara–Togliatti agglomeráció része.
Lakossága: 55 565 fő (a 2010. évi népszámláláskor).

## Elhelyezkedése
A Zsiguli-hegység völgyében, a Volga középső folyásának jobb partján, a folyó nagy szamarai kanyarulata által alkotott félsziget, az ún. Szamarszkaja Luka északi részén helyezkedik el. Távolsága közúton Szamara területi székhelytől 92 km. Vasútállomás a Szizrany–Togliatti közötti vasútvonalon. A városon és a Zsiguljovszki vízerőmű duzzasztógátján vezet keresztül az  „Urál” főút. Szemközt, a Volga bal partján Togliatti város Komszomolszki kerülete terül el. 

## Története
A város létrejötte annak köszönhető, hogy annak idején a Volgának ezen a pontján jelölték a Kujbisevi vízerőmű – későbbi nevén Volgai vízerőmű, mai nevén Zsiguli (vagy Zsiguljovszki) vízerőmű – helyét. 
Korábban ezen a területen kisebb falvak húzódtak, köztük Otvazsnoje (1840 óta ismert) és Morkvasi (1647). 1849-ben a Zsiguli-hegységben kőfejtőt nyitottak, az itteni mészkőre alapozva indult meg a 20. században a helyi cementgyártás. 1937-ben a mai város közelében geológusok kitermelhető mennyiségben kőolajat találtak. Az 1940-es években az olajmunkások számára munkástelepülés létesült (Zsiguljovszk), mely egyesült a szomszédos falvakkal és 1952-ben Zsiguljovszk néven város lett. A név a Zsiguli-hegység nevéből származik, melynek völgyében a mai városközpont fekszik.
A város fejlődése szorosan kapcsolódott az 1950-es évek hatalmas volgai építkezéséhez. A vízerőmű, a duzzasztógát és a Kujbisevi-víztározó építésének előkészítését már 1940-ben elkezdték, de a világháború miatt az építkezést csak 1949-ben folytatták, illetve kezdték újra. Ekkor hozták létre a Gulag munkatábor-rendszer helyi részlegét a bal parton (Kunyejevkai ITL, Кунеевский ИТЛ, 1949–1958), de táborokból a jobb partra is jutott: a duzzasztógát építésén kívül a foglyok a város építésében, a kőfejtő munkájában és a cementgyár építésében vettek részt. Az erőmű első egysége 1955-ben kezdett termelni, a víztározó feltöltése 1957 nyarán fejeződött be.

## Gazdaság
A város egyik legnagyobb gyára az „Energotyehmas”, melyet 1993-ban részvénytársasági formában alapítottak. A cég alumínium profilok gyártására szakosodott. Csődeljárása 2010-től 2018-ig húzódott és felszámolással végződött: a cég szinte teljes vagyona a legnagyobb hitelezőjéhez került.
Zsiguljovszk egyik kerülete, Jablonyevij Ovrag ('almafás árok') távolabb fekszik a városközponttól, korábban közigazgatásilag önálló település volt. Itt alakult ki a helyi építőanyagipar jelentős vállalata (1958), melynek utóda 2005 óta része az „Eurocement” nevű vállalatcsoportnak. 2015-ben a termelés modernizációját ígérték, ehelyett azonban nagyrészt leállították. 2019-ben az agyag- és kőbányát újra megnyitották, a cementgyártás is megindult, az elbocsátott munkások egy részét visszavették.